# Louise Fishman
Louise Fishman (Filadelfia, 14 de enero de 1939-Nueva York, 26 de julio de 2021) fue una pintora abstracta estadounidense.

## Trayectoria
Fishman estudió en la Universidad de las Artes de Filadelfia entre 1956 y 1957. En 1958, asistió a la Academia de Bellas Artes de Pensilvania. Después de obtener buenos resultados en ambas escuelas, se licenció en Bachelor of Fine Arts (BFA) y Bachelor of Science BS en la Escuela de Arte Tyler en Elkins Park, Pensilvania, y en 1965 consiguió su Master of Fine Arts (MFA) en la Universidad de Illinois en Urbana-Champaign. Después de obtener su titulación, Fishman trabajó como auxiliar de biblioteca en Cooper de 1966 a 1968, y también fue profesora ayudante en la universidad.
El estilo pictórico de Fishman le supuso al principio algunos problemas para ser reconocida. Solo expuso ocasionalmente en la década de 1960, un período en el que produjo principalmente obras basadas en la cuadrícula. A finales de la década de 1970, su trabajo abstracto se vinculó con la pintura de patrones. Obras a gran escala como Grand Slam (1985) y Cinnabar and Malachite (1986) reflejaron sus visiones atrevidas y provocaron que muchos críticos etiquetaran su trabajo con elementos de neoexpresionismo.
En 1980 fue una de las diez artistas invitadas cuyo trabajo se exhibió en el evento principal del Great American Lesbian Art Show.
A medida que el movimiento feminista ganaba fuerza en la década de 1970, Fishman abandonó sus pinturas en forma de cuadrícula de inspiración minimalista y comenzó a hacer obras que reflejaban las tareas tradicionales de las mujeres. Estas piezas requerían el tipo de pasos repetitivos que caracterizan actividades como tejer, hacer punto o coser. Al volver más tarde al ámbito masculino de la pintura abstracta, Fishman todavía buscaba una manera de distinguir lo que estaba haciendo del trabajo de artistas masculinos, tanto históricos como contemporáneos. Las composiciones resultantes combinan una pincelada gestual con una estructura ordenada: es como si Fishman construyera o tejiera sus pinturas, comenzando desde una base y añadiendo cuidadosamente, capa sobre capa.
En 1988, Fishman acompañó a un amigo que sobrevivió al Holocausto tanto en Auschwitz como en Terezin. Este viaje fue parte de uno más grande que le llevó a Varsovia, Praga y Budapest. Este viaje tuvo un impacto dramático en su vida como artista, alteró su forma de trabajar y la ayudó a "investigar su identidad judía". Regresó con cenizas y restos humanos incinerados de Auschwitz. Mezcló las cenizas con cera de abejas para usarlas en sus pinturas para la serie Remembrance and Renewal. Estas pinturas sirvieron como arte abstracto y como monumento a un acontecimiento trágico  y obsceno en la historia.
A principios de la década de 1990, volvió a pintar cuadrículas en un formato ligeramente alterado. Esto se puede ver en obras como Sipapu (1991) y Shadows and Traces (1992).
La organización de la obra de Fishman derivada, en última instancia, de la cuadrícula, que fue clave en décadas anteriores, se manifiesta aunque cada vez de forma menos importante. Algunas de las marcas en las pinturas actuales se inclinan hacia la escritura, como ha sido así durante aproximadamente una década. En el otoño de 2011, Fishman completó su residencia en la Fundación Emile Harvey en Venecia. Mencionó esta residencia en Venecia como una influencia importante en su obra más reciente. Asimismo, la obra del artista veneciano Tiziano fue una importante inspiración durante este período de su trabajo.

## Reconocimientos
- Premio de Arte Superior, Tyler School –1963
- Cambio, inc. Premio –1975
- Beca del Fondo Nacional de las Artes - 1975, 1983, 1994
- Beca Guggenheim - 1979
- Beca CAPS - 1981
- Beca de la Fundación para las Artes de Nueva York - 1986
- Beca de la Fundación Adolph & Esther Gottlieb - 1986
- Fondo Nacional de las Artes, Pintura - 1994
- Premio Adolph & Clara Obrig de Pintura, Academia Nacional de Diseño, 177a Exposición Anual, 5/1st -2002